# Santa Maria da Feira (Beja)
Santa Maria da Feira is een plaats (freguesia) in de Portugese gemeente Beja en telt 3 577 inwoners (2001).